# عبد الرحمن الشهراني
عبد الرحمن الشهراني، لاعب كرة قدم سعودي.

## الحياة الشخصية
و هو شقيق لاعب المنتخب ياسر الشهراني .

## مسيرة اللاعب
لعب سابقاً لنادي القادسية ونادي النهضة .